# Ostrov Dirka Hartoga

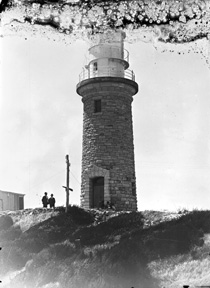
Maják

Ostrov Dirka Hartoga (Dirk Hartog Island) je neobydlený ostrov u západního pobřeží Austrálie. Má rozlohu 620 km² a je největším ostrovem státu Západní Austrálie. Leží v regionu Gascoyne 850 km severozápadně od Perthu a je nejzápadnějším místem celé Austrálie (s výjimkou zámořského území Heardův ostrov a McDonaldovy ostrovy). Ostrov je součástí oblasti Žraločí zátoka, zapsané na Seznam světového dědictví.

## Přírodní poměry
Ostrov vznikl za würmské doby ledové. Má výrazně protáhlý tvar, je téměř 80 km dlouhý a maximálně 15 km široký. Od nejzápadnějšího bodu australské pevniny Steep Pointu je oddělen jen úzkým průlivem. Jeho pobřeží je tvořeno příkrými vápencovými útesy, vnitrozemí je ploché, nejvyšší bod dosahuje 185 metrů nad mořem. Povrch ostrova je písčitý, porostlý řídkou stepní vegetací. Podnebí je horké a suché, po většinu roku od moře vanou silné větry. Na pobřeží klade vejce kareta obecná, hnízdí zde kormorán pestrý. Endemickým druhem ostrova je Malurus leucopterus leucopterus, poddruh drobného pěvce modropláštníka bělokřídlého.

## Historie
Na ostrově přistál 25. října 1616 nizozemský kapitán Dirck Hartog s lodí Eendracht. Na severním výběžku Cape Insription zanechal kovovou plaketu se zprávou o svém objevu, která je nejstarší hmotnou připomínkou přítomnosti Evropanů na australském kontinentu. V roce 1697 ostrov navštívil Willem de Vlamingh, objevil Hartogovu desku, byla však silně zrezivělá, proto ji odvezl do Holandska (dosud ji vystavuje amsterdamské Rijksmuseum) a nahradil vlastní kopií. Tu v roce 1818 odvezl francouzský kapitán Louis de Freycinet do Paříže, Francie ji navrátila Austrálii až v roce 1947. Ve druhé polovině 19. století navštěvovali ostrov sběrači guána a lovci mořských perel, později byl využíván k pastevectví ovcí (až dvacet tisíc kusů), protože se mu díky izolované poloze vyhnula invaze králíka divokého v Austrálii. V roce 1910 byl na Cape Inscription postaven maják. V roce 1993 byl ostrov prohlášen chráněným územím, v omezené míře se provozuje ekoturistika, jíž slouží ubytovna na jihovýchodním pobřeží, provozovaná dědici bývalého perthského primátora Thomase Wardlea, který na ostrově rád trávil dovolenou.